# Javier Gurruchaga
Ignacio Javier Gurruchaga Iriarte (Sant Sebastià, 1958) és un cantant, actor i presentador basc.

## Biografia
Va néixer el 12 de febrer de 1958 a Sant Sebastià. Fill d'Antonia Iriarte i Vicente Gurruchaga, cuinera i ferroviari respectivament, es va sentir des de molt jove interessat per la música. En l'època en què va realitzar el servei militar va prendre classes de saxofon.
Va exercir diverses ocupacions, com ara de grum al Banc de Sant Sebastià, i també va estudiar Filosofia i Lletres, però aviat es va adonar que el seu terreny era la música i va optar per mantenir-se sobre l'escenari. Així, l'any 1976 va fundar l'Orquesta Mondragón, que va ocupar un lloc molt destacat en el panorama musical de l'Estat espanyol. És a partir de l'inici dels anys noranta quan, sense deixar de costat la Mondragón, Javier decideix posar a prova les seves capacitats com a actor de cinema i teatre. A partir de llavors podrem veure'l en nombrosos llargmetratges, com ara El rey pasmado (1991), d'Imanol Uribe, o Tirano Banderas (1993), de José Luis García Sánchez, films pels quals va ser nominat als Premis Goya com a millor actor de repartiment. També l'hem pogut veure en altres films com Jara, La duquesa roja, l'última pel·lícula de Luis García Berlanga, París-Tombuctú i, més recentment, Vivancos III, amb El Gran Wyoming.